# Mae Suai (huyện)
Mae Suai (tiếng Thái: แม่สรวย) là một huyện (‘‘amphoe’’) ở phía tây của tỉnh Chiang Rai, phía bắc Thái Lan.

## Địa lý
Các huyện giáp ranh (từ đông bắc theo chiều kim đồng hồ) là Mueang Chiang Rai, Mae Lao, Phan, Wiang Pa Pao, Phrao Chai Prakan, Fang, Mae Ai của tỉnh Chiang Mai.

## Hành chính
Huyện này được chia thành 7 phó huyện (tambon), các đơn vị này lại được chia thành 126 làng (muban). Mae Suai and Chedi Luang là hai thị trấn (thesaban tambon) mỗi đơn vị nằm trên một khu vực của tambon cùng tên. Ngoài ra có 9 tổ chức hành chính tambon (TAO).
| Số TT | Tên         | Tên tiếng Thái | Số làng | Dân số |  |
| ----- | ----------- | -------------- | ------- | ------ |  |
| 1.    | Mae Suai    | แม่สรวย         | 16      | 8.433  |  |
| 2.    | Pa Daet     | ป่าแดด          | 22      | 10.813 |  |
| 3.    | Mae Phrik   | แม่พริก          | 13      | 5.921  |  |
| 4.    | Si Thoi     | ศรีถ้อย          | 12      | 5.731  |  |
| 5.    | Tha Ko      | ท่าก๊อ           | 27      | 18.341 |  |
| 6.    | Wawi        | วาวี            | 25      | 23.936 |  |
| 7.    | Chedi Luang | เจดีย์หลวง       | 11      | 7.308  |  |